# Grêmio Esportivo Catanduvense
El Grêmio Esportivo Catanduvense, también conocido como Catanduvense o GEC, fue un equipo de fútbol de Brasil de Catanduva, en São Paulo.

## Historia
El Grêmio Esportivo Catanduvense fue un club de fútbol de la ciudad de Catanduva, en el estado de São Paulo. Fundado el 5 de febrero de 1970 el equipo adoptó inicialmente los colores azul y blanco en el uniforme. Luego de 18 años disputando en la Segunda División (la actual Série A2), el equipo conquista el ascenso a Primeira División de fútbol paulista, en 1988, por lo que inmediatamente cambia el color de su uniforme. Regresando a los colores del primer equipo de la ciudad, el rojo y blanco del Catanduva Esporte Clube. Este fue el auge del fútbol de Catanduva en la historia.
El Grêmio Esportivo Catanduvense llegó a la élite al ser bicampeón de Segundona en 1988, ganando a Rio Preto con gol de Roberto Carlos (atacante), quedando atrás de Bragantino de Vanderlei Luxemburgo. Antes de eso, fue campeón de la misma categoría en 1974, pero no había promoción a la elite. La primera temporada entre los grandes, el Catanduvense no fue tan mal: terminó el Paulistão de 89' en el puesto 17º(entre 22). Fueron siete vitorias, cuatro empates y 10 derrotas. El de 1989 puede ser considerado el mejor año de la historia del club. Pues, en esa temporada el club dio dos de sus resultados más significativos: 2 a 1 sobre el Corinthians, en Catanduva, y sobre el Santos, en Vila Belmiro. Fue también en 1989 que el Grêmio disputó el Campeonato Brasileiro Série B, al lado de Botafogo de Ribeirão Preto y América de São José do Rio Preto.
En 1989, la ciudad vivía un clima de fiesta, pero las deudas se fueron acumulando con los altos precios para mantener un equipo en una competición tan astillosa, como es el de la élite del fútbol de São Paulo. Em 1990 fue el último colocado del Campeonato Paulista. En 1993, atascado en deudas, el Grêmio Esportivo Catanduvense se extinguió.

## Palmarés
- Campeonato Paulista Serie A2: 1

1974

## Partidos destacados
| Local        | Visita        | Resultado | Estadio                         | Ciudad    | Torneo                        | Fecha                   |
| ------------ | ------------- | --------- | ------------------------------- | --------- | ----------------------------- | ----------------------- |
| Santos       | Catanduvense  | 1–2       | Estádio Vila Belmiro            | Santos    | Campeonato Paulista           | 26 de febrero de 1989   |
| Catanduvense | Corinthians   | 2–1       | Estádio Municipal Sílvio Salles | Catanduva | Campeonato Paulista           | 9 de abril de 1989      |
| Catanduvense | Botafogo (SP) | 1–0       | Estádio Municipal Sílvio Salles | Catanduva | Campeonato Brasileiro Série B | 9 de septiembre de 1989 |